# Lespinoy
Lespinoy település Franciaországban, Pas-de-Calais megyében. Lakosainak száma 243 fő (2022. január 1.). Lespinoy Marenla, Beaurainville, Brimeux és Campagne-lès-Hesdin községekkel határos.

## Népesség
A település népességének változása:
| Lakosok száma | 232  | 225  | 224  | 222  | 221  | 219  | 227  | 235  | 243  |
|               | 2013 | 2015 | 2016 | 2017 | 2018 | 2019 | 2020 | 2021 | 2022 |